# オラニエスタッド・トラム
この項目では、オランダの自治領のアルバの主都であるオラニエスタッドで運行する路面電車について解説する。2022年現在は路線バスを運営するアルバス（Arubus）によって運営されており、アルトラム（Arutram）とも呼ばれている。

## 概要・歴史
西インド諸島に位置するオランダの自治領・アルバの主都であるオラニエスタッド市内に路線網を有する、観光客の利用を意識した路面電車。中心部の繁華街への利便性改善の一環として計画され、歩行者専用道路の整備と併せて建設が実施された。2012年12月22日から試運転が行われ、正式に営業運転が始まったのは翌2013年2月19日である。
オラニエスタッド港のクルーズ船用ターミナルと繁華街を結ぶ線路長2.7 km（1.7 mile）の路線を有しており、電停は約200 m毎に設置されている一方、後述の通り充電池や燃料電池を用いた車両を使用するために全線とも架線は設置されていない。

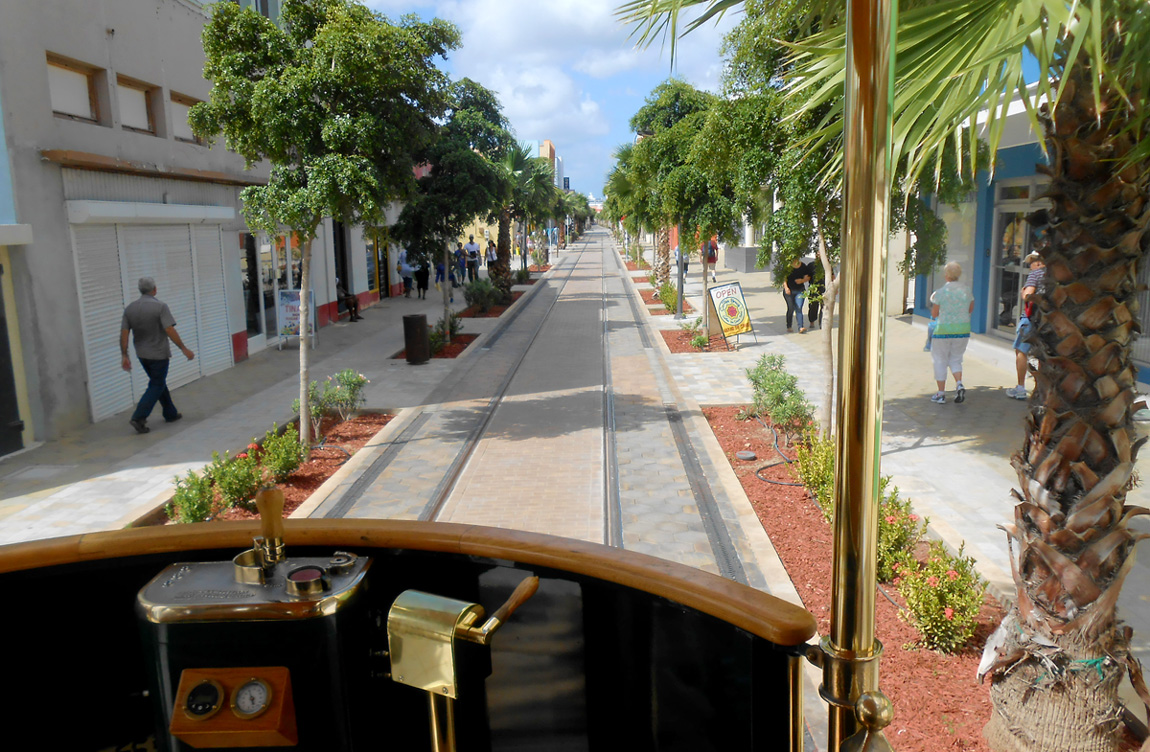
運転台からの車窓（2014年撮影）

## 車両

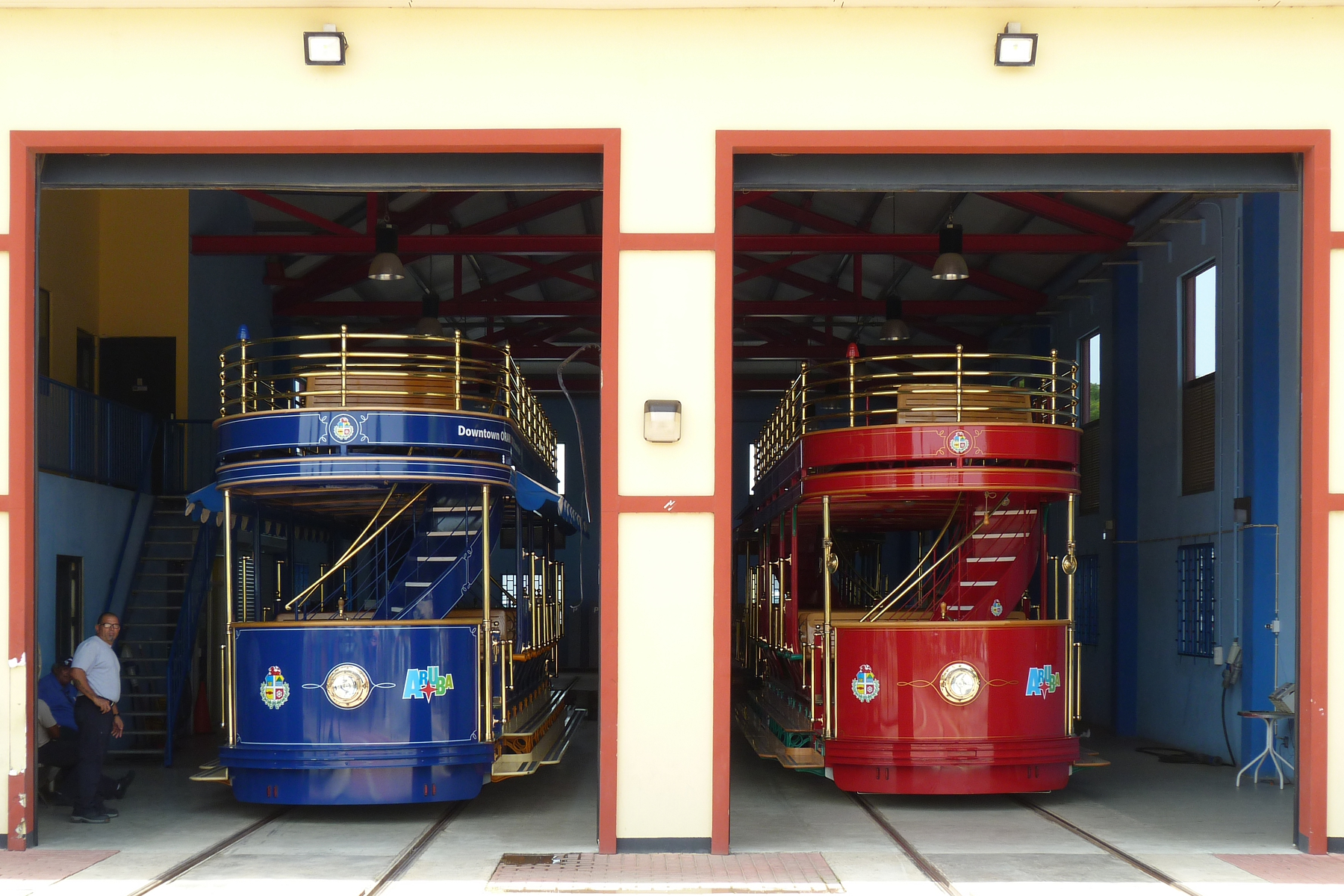
車庫に並ぶ2階建て車両（2017年撮影）

オラニエスタッド・トラムで使用されている車両は、アメリカ合衆国カリフォルニア州チャッツワースに本社を置くTIG/mが開発・製造したもので、2022年現在はオープンデッキ・定員70人の1階建て車両（HRT-2B）が2両、オープンデッキ・定員100人の2階建て車両（HRT-1B）が2両ずつ在籍する。そのうち予備車である1階建て車両1両は充電池（リン酸鉄リチウムイオン充電池）のみを搭載している一方、残りの車両は充電池と燃料電池モジュール（PEM燃料電池）を有している。

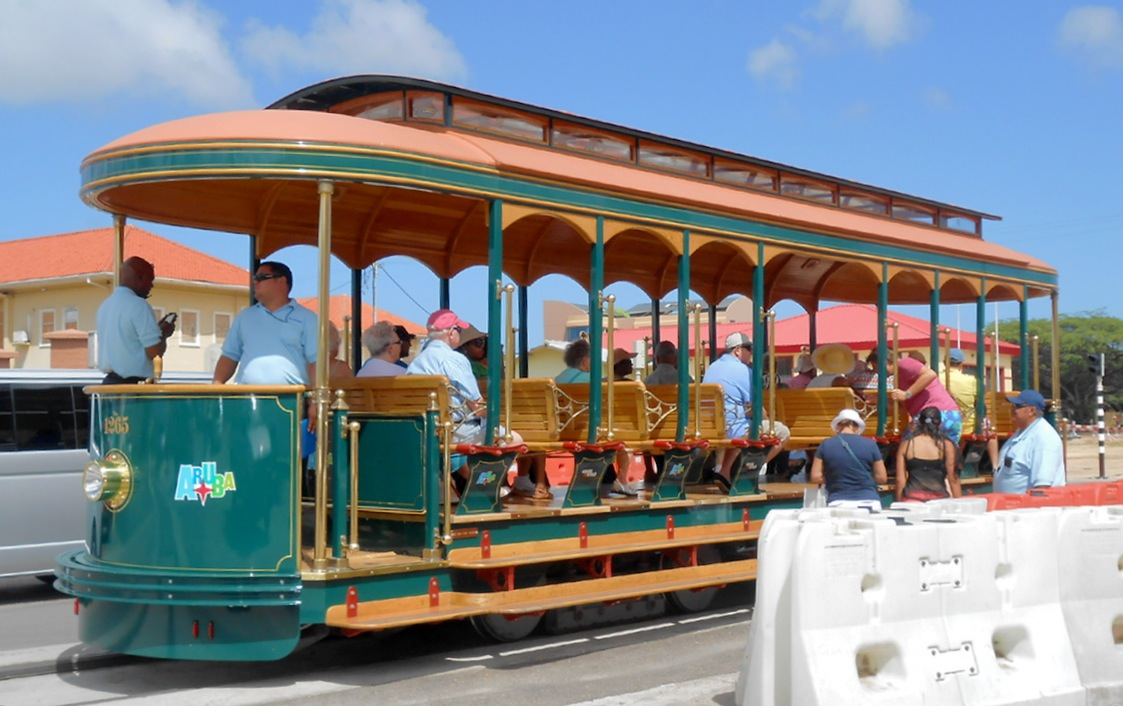
1階建て車両（緑色） （2014年撮影）
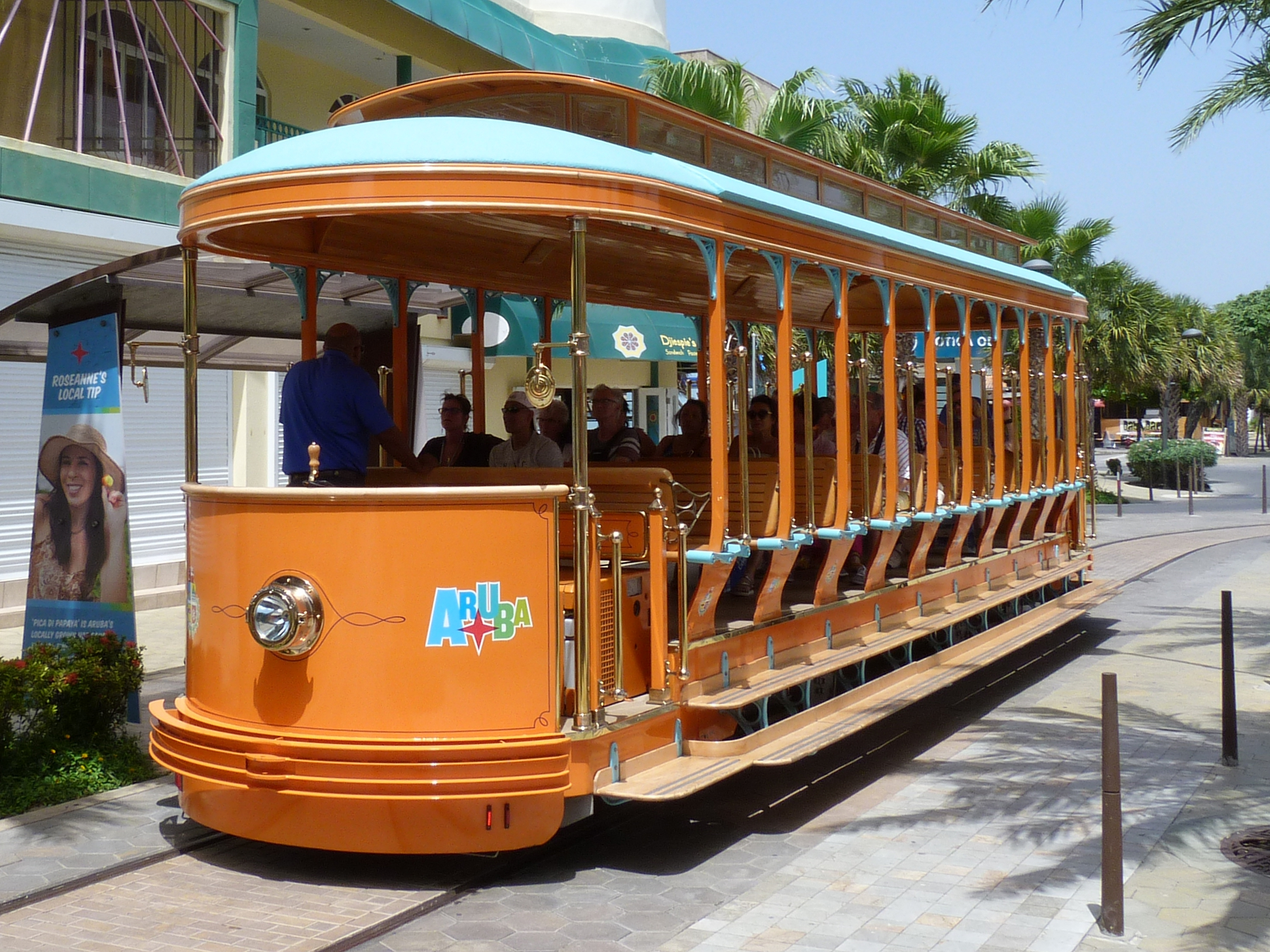
1階建て車両（橙色） （2017年撮影）
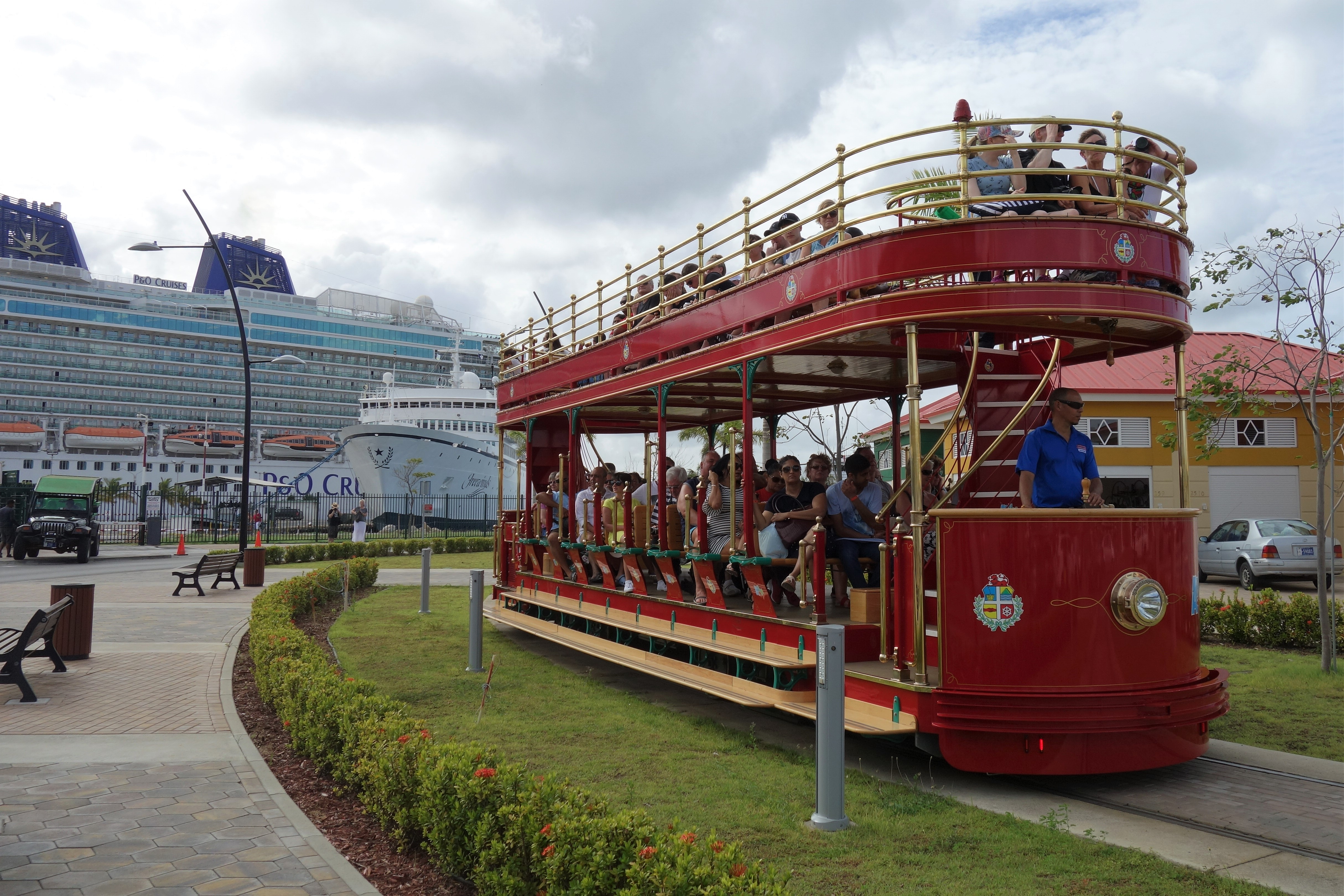
2階建て車両（赤色） （2017年撮影）
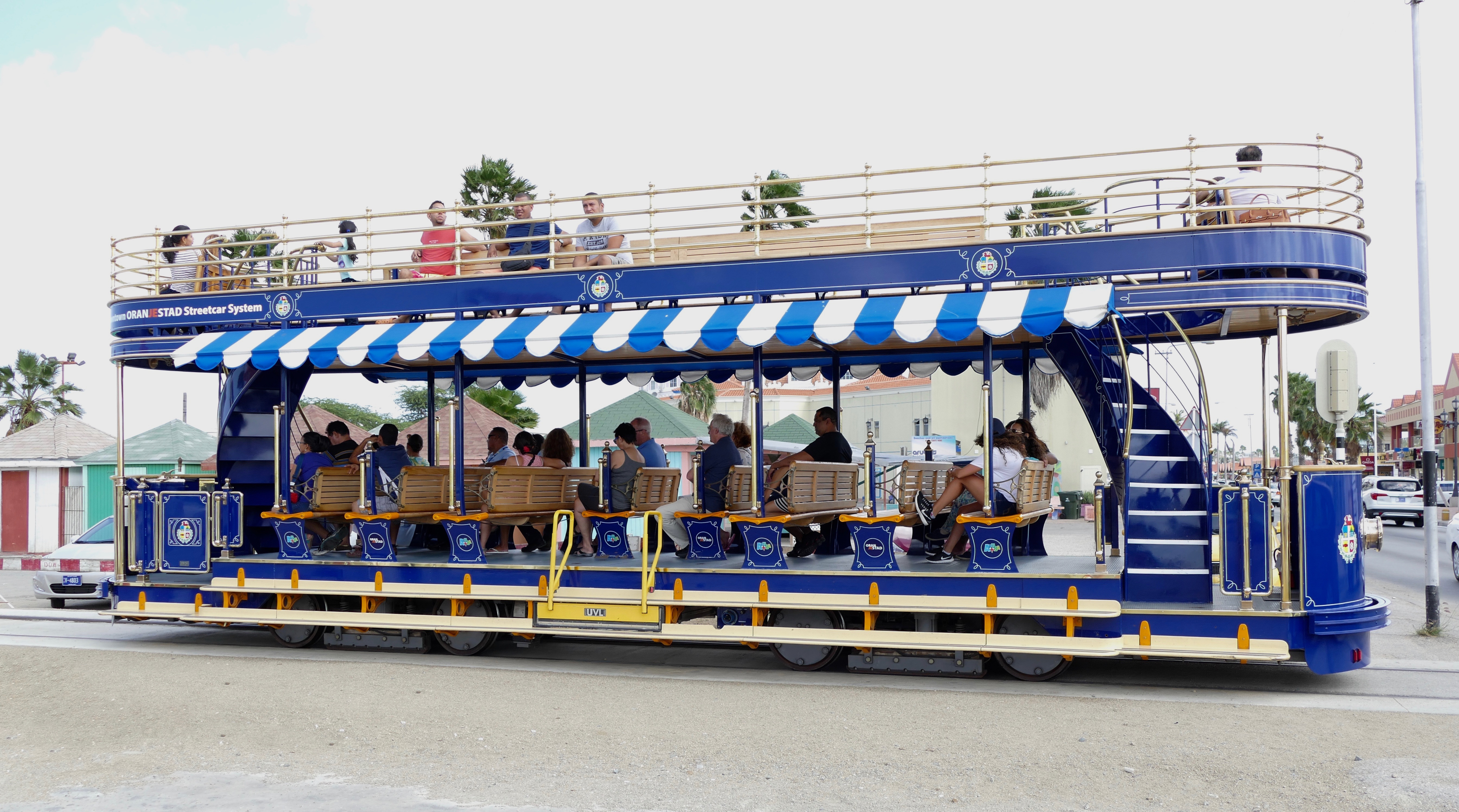
2階建て車両（青色） （2016年撮影）

## 参考資料
- Ron Yee (2017). “ARUBA’S ORANJESTAD STREETCAR”. headlights 2017 (Electric Railroaders' Assoc., Inc.):  4-25 2022年9月15日閲覧。.